# بطولة العيد الذهبي
قالب:Infobox Athleticrace
غالا الذهبية، هي بطولة سنوية في سباقات المضمار والميدان تقام في ملعب أولمبيكو في روما - إيطاليا. كانت هذه البطولة سابقاً إحدى فعاليات الدوري الذهبي، أما الآن فهي جزء من الدوري الماسي. بعد وفاة أسطورة الركض الإيطالي بيترو منيا عام 2013، أضاف المنظمون اسمه إلى ألقاب «عنوان الوفاء».

## التاريخ
أسس هذه البطولة بريمو نيبيولو رئيس الاتحاد الدولي لألعاب القوى منذ عام 1981، وهو إيطالي، وكان يهدف إلى جمع الرياضيين من الولايات المتحدة ودول الحلف الأطلسي معاً بعد مقاطعتهم الألعاب الأولمبية الصيفية 1980 التي أقيمت في موسكو حيث حدثت المقاطعة بسبب الحرب السوفيتية في أفغانستان. توفي نيبيولو عام 1999 عن عمر ناهز 76 عاماً بسبب نوبة قلبية.
في دورة عام 2009 من بطولة العيد الذهبي، كان كل من كيرون ستيوارت وكينينيسا بيكيلي وسانيا ريتشاردز روس و يلينا ايزينبايفا مستهدفون للفوز بالجائزة الكبرى في الدوري الذهبي 2009. 
في سباق 100 متر، عادَل تايسون غاي رقمه الأمريكي كما سجّل دانيال بيلي رقماً قياسياً لأنتيغوا في سباق الرجال. أما أنطوانيتا دي مارتينو فقد جلبت النصر بفوزٍ وحيد لإيطاليا في روما بهزيمة بلانكا فلاسيتش في القفز العالي.

## وصلات خارجية
- الدوري الماسي – الموقع الإلكتروني الرسمي
- سجلات بطولة العيد الذهبي